# António Moniz de Macedo
António Moniz de Macedo foi um administrador colonial português que exerceu por duas vezes o cargo de Governador no antigo território português subordinado à Índia Portuguesa de Timor-Leste, a 1.ª entre 1725 e 1729, tendo sido antecedido por António de Albuquerque Coelho e sucedido por Pedro de Melo. 
O segundo mandato ocorreu entre 1734 e 1739, tendo sido antecedido por Pedro de Rego Barreto da Gama e Castro e sucedido por Manuel Leonís de Castro.